# NGC 3897
NGC 3897 is een balkspiraalstelsel in het sterrenbeeld Grote Beer. Het hemelobject werd op 28 april 1785 ontdekt door de Duits-Britse astronoom William Herschel.

## Synoniemen
- UGC 6784
- MCG 6-26-41
- ZWG 186.54
- PGC 36902